# レッド・エンサイン
レッド・エンサイン又はレッド・エンサン、エンスン（英語: Red Ensign 発音: [ˈens(ə)n]）は、イギリス商船旗の名称。別名レッド・ダスター（Red Duster）。赤地の左上隅（カントン部）にイギリスの国旗がデザインされている。用途により、無地の部分に紋章や星などが配されることもある。また、時期によって左上隅にイングランドまたはスコットランド国旗を配したものも存在した。

?17世紀のイングランド国旗を配したレッド・エンサイン
?スコットランドの旗を配したレッド・エンサイン
?1707年から1801年までのレッド・エンサイン

## 歴史
17世紀前半からイギリス海軍によって使用され、1674年にチャールズ2世の勅令によりイギリス商船によっても使用された。当初はイングランド国旗（セントジョージ・クロス）を配したデザインであった。同時期にはスコットランド海軍でも同様にスコットランド国旗を配したものが用いられた。
1707年にイングランドとスコットランドが合同し、グレートブリテン王国が成立するとカントン部にはユニオン・フラッグが配された。さらに、1800年の合同法により、グレートブリテン及びアイルランド連合王国が成立すると、ユニオン・フラッグの更新に合わせて、デザインも更新されている。
イギリス海軍においてもレッド・エンサインをはじめ、ホワイト・ブルーの三色が用いられてきたが、1864年の勅令により使用法が整理され、レッド・エンサインは商船用、ホワイト・エンサインが海軍用、ブルー・エンサインが政府及び海軍予備役用とされた。原則として、イギリスにおいては、現在でもこの分類が使われている。

## 現在国旗または商船旗として使用している国・地域

イギリスの商船旗
オーストラリアの商船旗
ニュージーランドの商船旗
フィジーの商船旗
インドの商船旗
スリランカの商船旗
バングラデシュの商船旗
パキスタンの商船旗
マレーシアの商船旗
モーリシャスの商船旗
ソロモン諸島の商船旗
アラブ首長国連邦の商船旗
イギリス領ヴァージン諸島の商船旗
バミューダの旗
フォークランド諸島の商船旗
マン島の商船旗
ジブラルタルの商船旗

## かつて国旗または商船旗として使用していた国・地域
- カナダ
- イギリス領インド
- ニューファンドランド[5]（1904年 - 1931年）
- 南アフリカ連邦（1910年 - 1928年）
- イギリス領香港（1959年 - 1997年）

?1957年から1965年までのカナダの国旗
?ニューファンドランド自治領のレッド・エンサイン、事実上の国旗として1904年から1931年まで使われた
?イギリス領インドの旗
?香港商船旗

## その他
国旗、商船旗ではないが、レッド・エンサインを現在使用している例。
- カナダ・オンタリオ州の旗
- カナダ・マニトバ州の旗

カナダ・オンタリオ州の州旗
カナダ・マニトバ州の州旗